# 瓦尔讷通 (埃诺省)
瓦尔讷通（法語：Warneton，法語發音：[waʁnətɔ̃]，荷蘭語發音：[ˈʋɑːstə(n)]）是比利时瓦隆大区埃諾省的一个城镇，隔利斯河与法国同名市镇相望。瓦尔讷通原为一独立市镇，1977年，瓦尔讷通与市镇科米讷、下瓦尔讷通、普卢赫斯泰尔特和豪特姆合并为市镇科米讷-瓦尔讷通，成为了科米讷-瓦尔讷通的一个片区。